# Eduard Warrens
Pour l’article homonyme, voir Warrens.
Eduard Warrens (1820-1872) était un diplomate et journaliste qui a fait carrière en Autriche et aux États-Unis. Il a en particulier été éditeur de journaux de langue allemande et italienne à Trieste et Vienne.

## Biographie
Né à Stockholm, Eduard Warrens est issu d'une famille juive de Hambourg. Dans sa jeunesse, il a quitté cette ville pour aller aux États-Unis, où il a édité la Gazette de l'Ouest. Devenu avocat de profession, il a joué un rôle de premier plan dans la campagne électorale pour l'élection à la présidence de James K. Polk, candidat du Parti démocrate en 1840.
Nommé consul américain à Trieste en 1845, il y fonde en 1848 le Journal du Lloyd autrichien dont il est rédacteur en chef et dont il transfère le siège à Vienne l'année suivante, à la demande du comte Franz Seraph von Stadion. Le ministre du commerce Karl Ludwig von Bruck souhaite alors établir des lignes télégraphiques, construire routes et chemins de fer, fonder l'Union postale austro-allemande. 
Appelé d'abord le Triester Lloyd, le journal d'Eduard Warrens a ensuite été connu comme le Wiener Lloyd. Dès ses débuts en 1833, le Lloyds Autrichien s'était créé en société centralisant les informations liées au transport maritime, via un réseau international de correspondants et de journaux. C'est aussi une compagnie maritime depuis 1836, active dans le commerce avec l'Orient, encore plus actif après novembre 1854, quand Mohammed Saïd, nouveau vice-roi d’Égypte, accorde à Ferdinand de Lesseps la permission de percer le Canal de Suez.
Conçu comme un journal économique, le Journal du Lloyd autrichien a été transformé en un journal politique, toujours sous l'impulsion d'Eduard Warrens. Ses éditoriaux ont du succès, car ils sont écrits dans un style concis, direct, percutant, avec des comparaisons efficaces. Ils sont cependant réputés avoir une telle influence en Autriche et en Allemagne que leur ton est pris avec ombrage par l'aristocratie autrichienne: durant la guerre de Crimée (1853-1856), il est jugé trop violent contre la Russie, opposée à une coalition formée de l'Empire ottoman, de la France, du Royaume-Uni et du royaume de Sardaigne. Le général Franz Schlik reproche alors au ministre de l'intérieur de ne pas avoir pris de mesure contre le journal. Le directeur de la "Correspondance Autrichienne", Joseph Tuvora fait lui appel à Eduard Warrens pour développer son agence de presse, mais celle-ci est nationalisée après la guerre d'Italie. Peu après, Karl Ludwig von Bruck, protecteur du Lloyds Autrichien et redevenu ministre des finances depuis 1855, se suicide après sa destitution en 1860.
Sous l'administration d'Anton von Schmerling, ministre-président en 1860 du premier gouvernement dit « libéral » d’Autriche, Eduard Warrens contribue à plusieurs publications, comme le Bothseliafter (L'Ambassadeur). Parfois décrit comme un caméléon politique, bon orateur et doté d'une excellente plume, il est plus tard un ami très proche du ministre-président Richard Belcredi, arrivé au pouvoir en 1865, un conservateur déclaré. Cette période le voit contribuer à Die Presse, devenu peu après le Neue Freie Presse. 
En 1866, Eduard Warrens est appelé par le gouvernement comme conseiller chargé des affaires de presse, à la tête du "Bureau de presse". Il est aussi très proche du ministre des Affaires étrangères nommé en 1866, Friedrich Ferdinand von Beust, qui devient à son tour ministre-président d'Autriche, du 7 février au 30 décembre 1867.
Eduard Warrens fonde ensuite une série de journaux pour son propre compte. Spéculateur à la Bourse de Vienne, il devient millionnaire et se fait construire une luxueuse villa. Durant la guerre franco-allemande de 1870, il lance la Correspondance Warrens, considérée comme un organe semi-officiel.